# الانتریس
الانتریس (به انگلیسی: Elantris) یک رمان خیال‌پردازی حماسی به قلم نویسندهٔ آمریکایی برندن سندرسون است. این اولین کتاب منتشر شده توسط این نویسنده بود که در آوریل سال ۲۰۰۵ به‌وسیلهٔ تور بوکز انتشار یافته است. این کتاب برنده جایزه رمانتیک تایز به عنوان بهترین اثر فانتزی حماسی سال ۲۰۰۵، و از دید سردبیران وبگاه بارنز و نوبل عنوان بهترین کتاب فانتزی همان سال را از آن خود کرد. دو اثر مرتبط به نام‌های امید الانتریس و روح امپراتور منتشر شده‌اند، و خبر انتشار دو رمان دیگر نیز اعلام شده است.
عنوان کتاب از روی شهری از بین رفته است که داستان کتاب حول ساکنان نفرین شده این شهر می‌باشد.

## شرح داستان
الانتریس زمانی زیبا و جادویی بود و آن را شهر خدایان می‌نامیدند: مکانی برای قدرت، شکوه و جادو. ساکنان جاودانه الانتریس در نگاه مردم همانند خدایان بودند، با توانایی‌های الهی برای خلق و شفا تنها با تکان دادن یک دست. در هنگام شب الانتریس همانند آتشی نقره‌ای می‌درخشید و حتی از دوردست‌ها قابل مشاهده بود. با وجود تمام شکوهی که الانتریس داشت، ساکنانش حتی از آن نیز باشکوه‌تر بودند. موهای آن‌ها سفید درخشان و پوستشان تقریباً نقره‌ای متالیک بود؛ به نظر می‌رسید ساکنین الانتریس همانند شهرشان می‌درخشیدند. بر طبق افسانه‌ها الانتریسی‌ها جاودانه، یا حداقل تقریباً اینگونه بودند. بدنشان به‌سرعت بهبود می‌یافت و از قدرت، بینش و سرعت زیاد برخوردار بودند. آن‌ها به گونه‌ای الوهیت بودند. و هر کسی می‌توانست یک الانتریسی شود.
تحول شِیئود نامیده می‌شد. معمولاً شب هنگام و به صورت تصادفی، در ساعات مرموزی که حیات آرامیده و در حال استراحت بود، رخ می‌داد. هر کسی در آرِلون از طریق تحول جادویی شِیئود قادر بود به یک الانتریسی تبدیل شود. شیئود می‌توانست بر یک گدا، پیشه‌ور، نجیب‌زاده یا سلحشور نازل شود. وقتی از راه می‌رسید، زندگی فرد خوش‌اقبال پایان می‌یافت و از نو آغاز می‌شد؛ وجود سابق و دنیوی خود را کنار گذاشته و رهسپار الانتریس می‌شد.
ابدیت ده سال پیش پایان یافت. ده سال قبل فاجعه‌ای تحت نام ریئاد به طریقی جادوی الانتریس را از بین برد، و ساکنان آن نفرین شدند و شهر از جوامع دیگر منزوی گردید.
داستان از زاویه دید سه شخصیت اصلی روایت می‌شود:
- پرنس رِیئودن شاهزاده آرلون که در ابتدای داستان به یک الانتریسی تبدیل شد.
- شاهدخت سِرینی پرنسس تئاد است و اگر رِیئودن نفرین نشده بود، عروس سیاسی وی به‌شمار می‌رفت.
- گیورن هراثن یک گیورن درثی، که به طریق دیگر به عنوان یک کشیش عالی‌رتبه نیز شناخته می‌شد.